# اچ‌ئی‌پی‌ئی‌اس

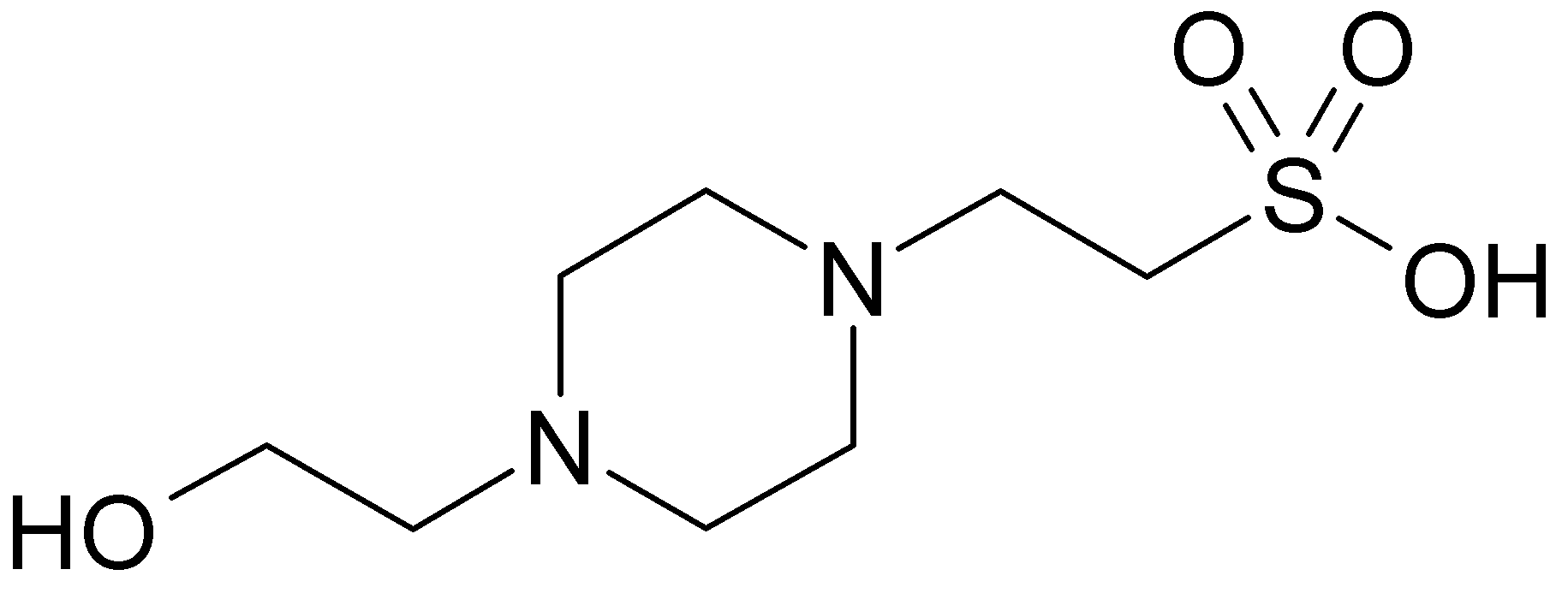
ساختار شیمیایی اچ‌ئی‌پی‌ئی‌اس

اچ‌ئی‌پی‌ئی‌اس (به انگلیسی: HEPES) یک ترکیب شیمیایی با جرم مولی ۲۳۸٫۳۰۱۲ گرم بر مول است. شکل ظاهری این ترکیب، پودر بلورین سفید است.